# Fujisawa Takeo

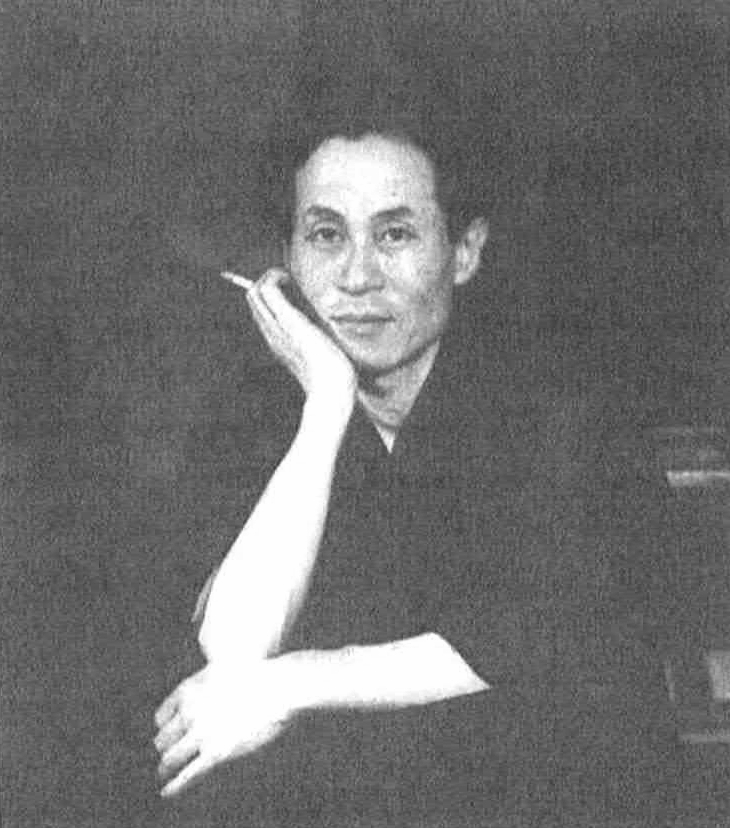
Fujisawa Takeo

Fujisawa Takeo (japanisch 藤沢 桓夫; geboren 12. Juli 1904 in Osaka; gestorben 12. Juni 1989) war ein japanischer Schriftsteller.

## Leben und Wirken
Fujisawa Takeo wurde in eine Familie Gelehrter klassischer chinesischer Literatur hineingeboren. Er war ein Enkel des Sinologen Fujisawa Nangaku (藤沢 南岳; 1842–1920) und ältester Sohn von Fujisawa Kōha (藤沢黄坡). Als Schüler der Osaka-Oberschule alter Art veröffentlichte er seine Arbeiten in einem Magazin von Gleichgesinnten mit Titeln wie „Ryūjin“ (猟人) – „Jäger“ und „Ryūhō“ (龍舫) – etwa „Vereinigte Drachenboote“. Er machte seinen Studienabschluss an der Universität Tokio im Fach Nationalliteratur.
Seine Werk „Kubi“ (首) – „Das Haupt“ (1925), veröffentlicht in dem von ihm, Kanzaki Kiyoshi (神崎 清; 1904–1979) und anderen herausgegebenen Magazin „Tsuji-Bassha“ (辻馬車) – „Pferdedroschke“, wurde von Yokomitsu Riichi und Kawabata Yasunari gelobt, womit Fujisawa zum „neuen Mann“ im Umfeld der literarischen Richtung „Neuen Empfindsamkeit“ (新感覚派, Shinkankakuha) avancierte. Später wurde er politisch links. Sein bekanntestes aus der Zeit ist Buch ist „Kizudarake no uta“ (傷だらけの歌) – „Ein Lied voller Kratzer“.
Er war aber bei schwacher Gesundheit und musste sich von 1930 bis 1933 ärztliche Behandlung begeben.
Nach 1933 kehrte Fujisawa nach Osaka zurück, stand im engen Kontakt mit Oda Sakunosuke und Seiko Tanabe, wobei er zur zentralen Figur der literarischen Bühne von Osaka wurde. Er hinterließ u. a. den umfangreichen Roman „Shinsetsu“ (新雪) – „Neuschnee“ (1941 bis 1942) und die „Osaka Autobiographie“ (大阪自叙伝), 1974.
Fujisawas gesammelte Werke erschienen von 1954 bis 1957 unter dem Titel „藤沢桓夫長編小説選集“ (Fujisawa Takeo Chōhen shōsetsu senshū) in 20 Bänden.